# Siebeldingen

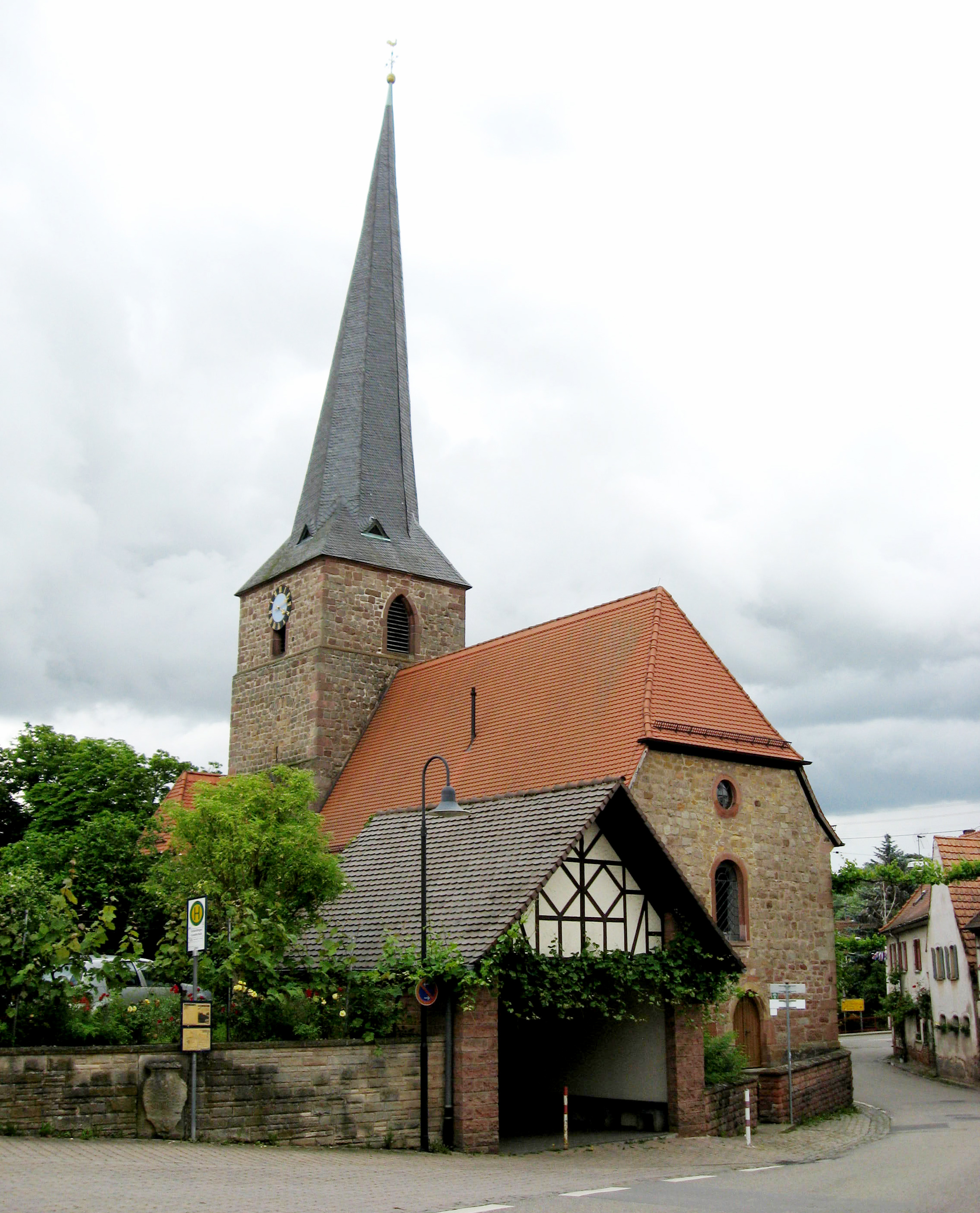
Siebeldinger Simultankirche St. Quintin

Siebeldingen ist eine Ortsgemeinde im Landkreis Südliche Weinstraße in Rheinland-Pfalz. Sie gehört zur Verbandsgemeinde Landau-Land an, die ihren Verwaltungssitz in der Stadt Landau in der Pfalz hat.

## Geographie

### Lage
Die Gemeinde liegt innerhalb der Region Weinstraße. Zum Gemeindegebiet gehört die rund acht Kilometer nordwestlich des Ortskerns gelegene unbewohnte, im Pfälzerwald liegende, Exklave Siebeldinger Wald, die mit 357 Hektar eine größere Fläche aufweist als das eigentliche Gemeindegebiet. Nachbargemeinden sind – im Uhrzeigersinn – Frankweiler, Landau in der Pfalz, Birkweiler und Albersweiler.
Zu Siebeldingen gehören die Wohnplätze Rebschule Geilweilerhof, Johanneshof, Kindingermühle/Untermühle, Marienfelderhof, Tenniszentrum im Wiesental sowie das Weingut goldener Rebenberg im Sonnenschein.

### Erhebungen und Gewässer
Die Queich verläuft in West-Ost-Richtung mitten durch die Gemeinde. Der Dürrentalbach entspringt in der Exklave, innerhalb derer er von links den Kleinen Bach aufnimmt und fließt anschließend nach Südosten in Richtung Eußerthal. Rechts von ihm erstreckt sich das 444,4 Meter hohe Bäreneck.

## Geschichte
1219 wurde der Ort erstmals urkundlich erwähnt in der Stadtrechtsverleihung von Annweiler durch König Friedrich II.
Im Mittelalter gab es auf der heutigen Gemarkung die Orte Geilweiler, Kintingen, Kolchenbach und Siebeldingen. Die Kindingermühle erinnert an das im 16. Jahrhundert verschwundene Dorf Kintingen. Kolchenbach wurde 1828 eingemeindet.
Bis zum Ende des 18. Jahrhunderts gehörte Siebeldingen zur Kurpfalz und unterstand dort dem Oberamt Germersheim sowie dem Gericht des Siebeldinger Tals.
Von 1798 bis 1814, als die Pfalz ein Teil der Französischen Republik (bis 1804) und anschließend des Napoleonischen Kaiserreichs war, war Siebeldingen in den Kanton Annweiler eingegliedert und war Sitz einer  Mairie, die zusätzlich Birkweiler und Godramstein umfasste. 1815 hatte die Gemeinde insgesamt 861 Einwohner. Im selben Jahr wurde der Ort Österreich zugeschlagen. Bereits ein Jahr später kam der Ort wie die gesamte Pfalz nach einem Tauschvertrag zum Königreich Bayern. Während dieser Zeit wechselte die Gemeinde in den Kanton Landau. Von 1818 bis 1862 gehörte Impflingen dem Landkommissariat Landau an; aus diesem ging anschließend das Bezirksamt Landau hervor.
Ab 1939 war der Ort ein Bestandteil des Landkreises Landau. Nach dem Zweiten Weltkrieg wurde Siedeldingen innerhalb der französischen Besatzungszone ein Teil des damals neu gebildeten Landes Rheinland-Pfalz. Im Zuge der ersten rheinland-pfälzischen Verwaltungsreform wechselte die Gemeinde am 7. Juni 1969 in den neu geschaffenen Landkreis Landau-Bad Bergzabern, der 1978 in Landkreis Südliche Weinstraße umbenannt wurde. 1972 wurde die Gemeinde der ebenfalls neu gebildeten Verbandsgemeinde Landau-Land zugeordnet.

## Religion
Die Katholiken gehören zum Bistum Speyer und unterstehen dort dem Dekanat Landau, die Evangelischen zur Protestantischen Landeskirche Pfalz. Katholischerseits bildete Siebeldingen bis 2015 zusammen mit dem benachbarten Godramstein eine Pfarrei.

## Politik

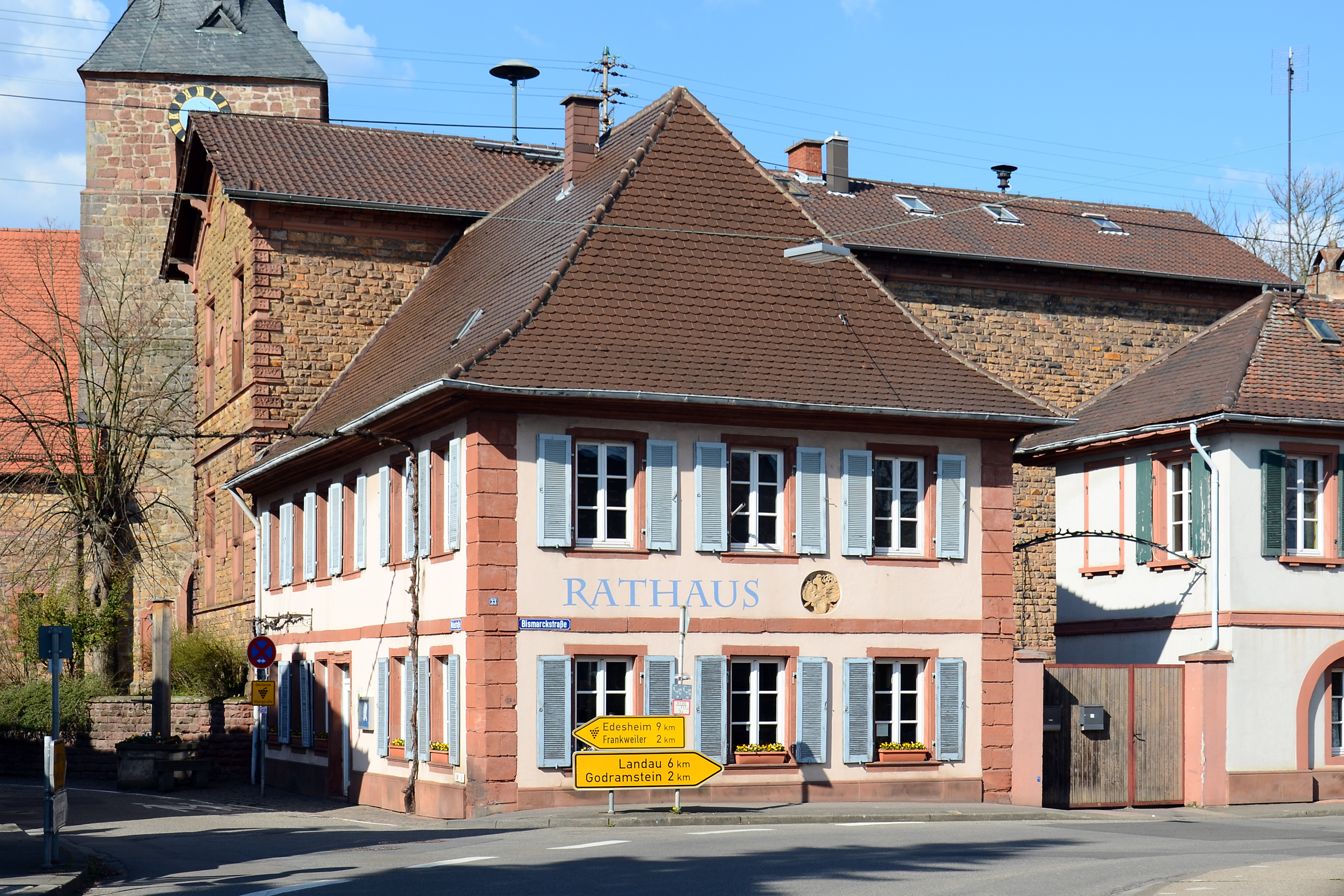
Rathaus in der Ortsmitte, dahinter das 1889 erbaute Schulhaus und die Simultankirche St. Quintin

### Gemeinderat
Der Gemeinderat in Siebeldingen besteht aus 16 Ratsmitgliedern, die bei der Kommunalwahl am 9. Juni 2024 in einer Mehrheitswahl gewählt wurden, und dem ehrenamtlichen Ortsbürgermeister als Vorsitzendem. Bei der Wahl im Jahre 2014 wurden die Ratsmitglieder in einer personalisierten Verhältniswahl gewählt, da mehr als eine Liste eingereicht wurde.

### Bürgermeister
Peter Klein wurde im Januar 2012 Ortsbürgermeister von Siebeldingen. Bei der Direktwahl am 26. Mai 2019 wurde er mit einem Stimmenanteil von 85,13 % und am 9. Juni 2024 als einziger Bewerber mit 88,3 % jeweils für weitere fünf Jahre in seinem Amt bestätigt. Kleins Vorgänger war Gregor Hartmann.

### Wappen
| Wappen von Siebeldingen | Blasonierung: „In Gold ein doppelköpfiger schwarzer Adler, darüber eine schwebende goldene Kaiserkrone.“ |
| Wappen von Siebeldingen | |

## Kultur und Sehenswürdigkeiten

### Kulturdenkmäler
Der Ortskern, der Friedhof und die Überreste des Albersweilerer Kanals sind jeweils als Denkmalzonen ausgewiesen. Letztere umfassen vor Ort eine Kanalbrücke an einer Schleuse. Hinzu kommen 19 Einzelobjekte, die unter Denkmalschutz stehen, darunter die Simultankirche St. Quintin im Ortszentrum mit ihrem 30 Meter hohen, schiefen Turm; sie gilt als Wahrzeichen des Ortes.

### Natur

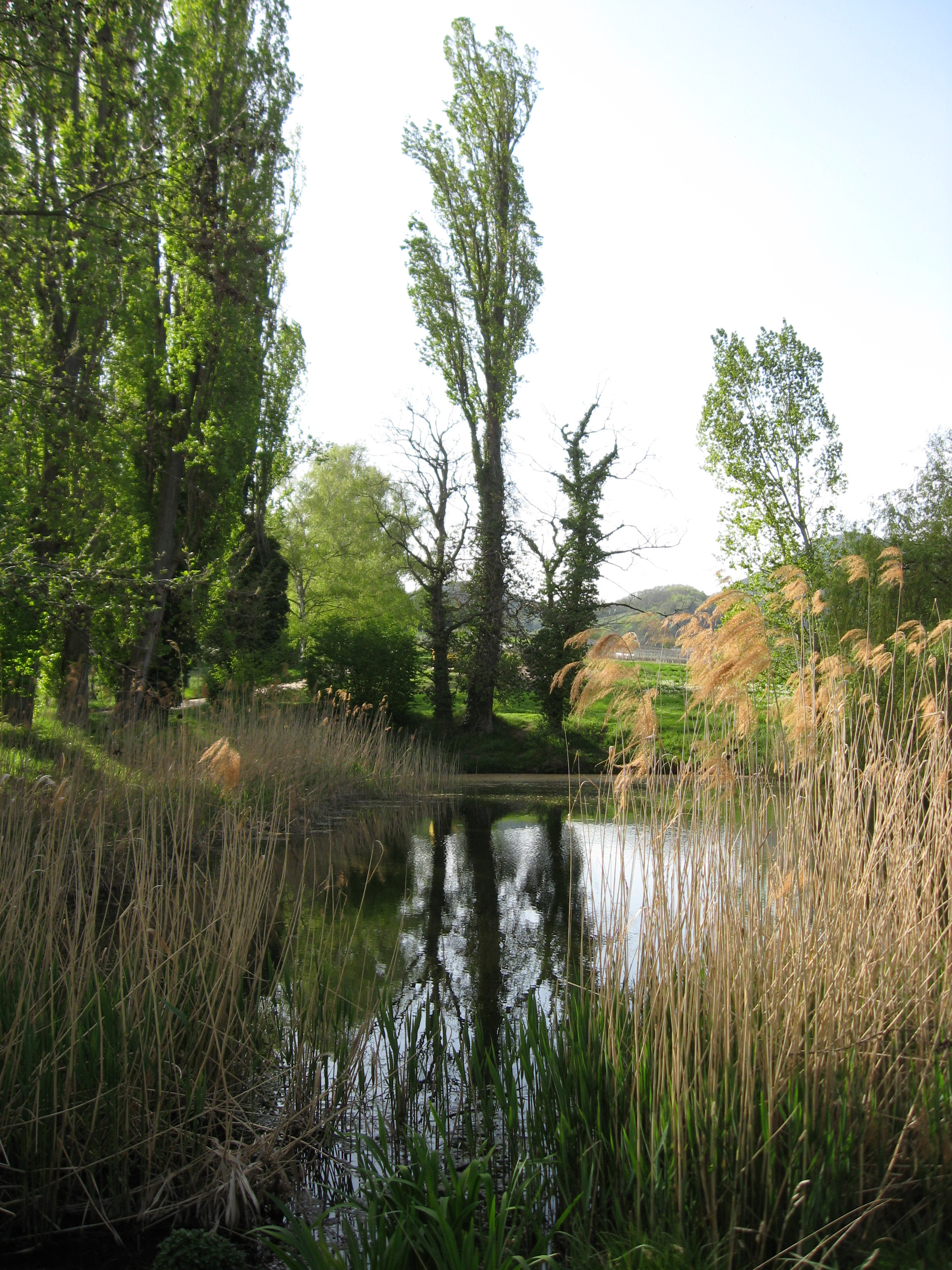
Landschaftsbild innerhalb von Siebeldingen

Obwohl außerhalb des Pfälzerwalds gelegen, ist Siebeldingen Bestandteil des Naturparks Pfälzerwald. Im Gemeindegebiet befinden sich insgesamt drei Naturdenkmale.

### Kunst
Zum Thema Herbstferien in Deutschland hat die Deutsche Post am 13. September 2012 eine Briefmarke mit einem Siebeldinger Motiv herausgebracht. Zu sehen ist eine Landschaftsaufnahme, aufgenommen vom Malerwinkel in der Weinlage Im Sonnenschein.

### Veranstaltungen
In Siebeldingen gibt es folgende regelmäßige Veranstaltungen
- Vatertags-Bogenturnier im Mai
- Kerwe im Juni
- Fassschlubberfest im Juli/August
- Kulinarische Weinbergwanderung im September

## Wirtschaft und Infrastruktur

### Wirtschaft

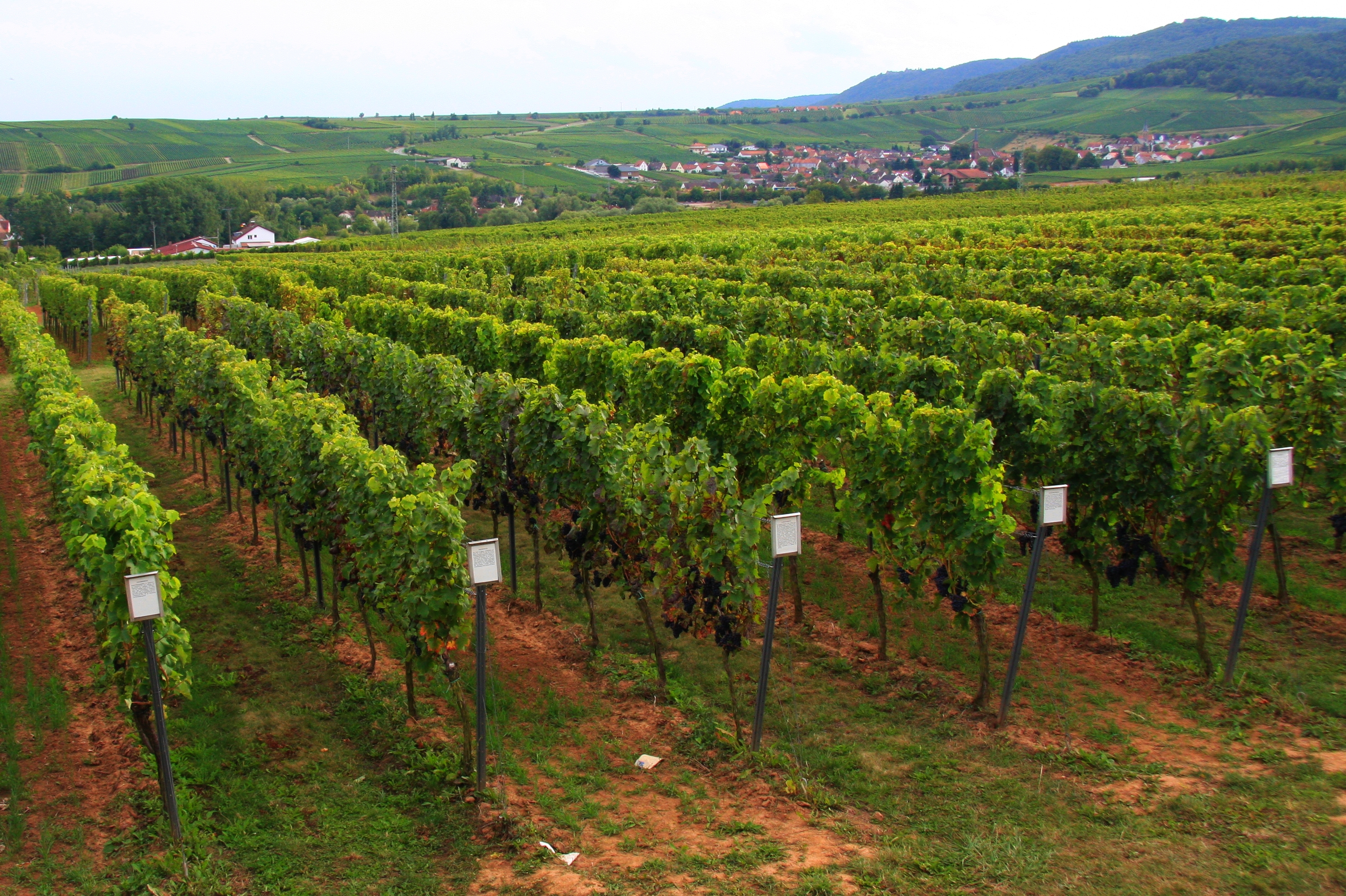
Weinberge im Bereich von Siebeldingen

Siebeldingen ist ein Winzerort und als solcher ein Teil des Weinanbaugebiets Pfalz. Vor Ort existieren die Einzellagen Im Sonnenschein (133,14 ha), Mönchspfad (37,42 ha) und Rosenberg (4,23 ha). Auf der Homepage der Gemeinde sind derzeit 12 Weingüter gelistet. Alle Lagen gehören zur Großlage Königsgarten.
Das zum Julius Kühn-Institut, Bundesforschungsinstitut für Kulturpflanzen gehörende Institut für Rebenzüchtung Geilweilerhof und die Weinbauabteilung des Institut für Pflanzenschutz im Obst und Weinbau haben ihren Sitz auf dem Hofgut Geilweilerhof in der Weinbaugemeinde Siebeldingen. Seit 1993 verleiht der Förderverein des Geilweilerhofs im Zwei-Jahres-Rhythmus den Peter-Morio-Preis. Ein weiteres bekanntes Unternehmen im Ort ist die Tischtenniszubehör-Firma Joola.
Im Zuge der Haingeraide war Siebeldingen außerdem an der ersten Haingeraide beteiligt, die in der frühen Neuzeit aufgelöst und die teilweise der Gemeinde unterstellt wurde.

### Verkehr
Siebeldingen ist seit 1874 über die Bahnstrecke Landau–Rohrbach angebunden; der entsprechende Haltepunkt und frühere Bahnhof Siebeldingen-Birkweiler befindet sich bereits auf der Gemarkung der Nachbargemeinde Birkweiler. Seit 1996 ist die Gemeinde ein Bestandteil des Verkehrsverbundes Rhein-Neckar (VRN).
Bis 2012 war die Gemeinde über die von SüdwestBus betriebene Buslinie 523, die die Route Landau–Godramstein–Annweiler–Hauenstein befuhr, und die Ruftaxi-Linie 5966 außerhalb der Fahrplanzeiten an das Busliniennetz angebunden. Im Zuge der Umstrukturierung des Angebotes in der Region um Landau wurde diese durch die von der Queichtal Nahverkehrsgesellschaft (QNV) betriebene Buslinie 520 ersetzt.
Südlich der Gemeinde befindet sich die Bundesstraße 10, mit direkter Verkehrsanbindung am westlichen Ortsausgang bei Birkweiler. Die Landesstraße 508 verläuft in Nord-Süd-Richtung; von dieser zweigt die Landesstraße 511 ab.

### Tourismus

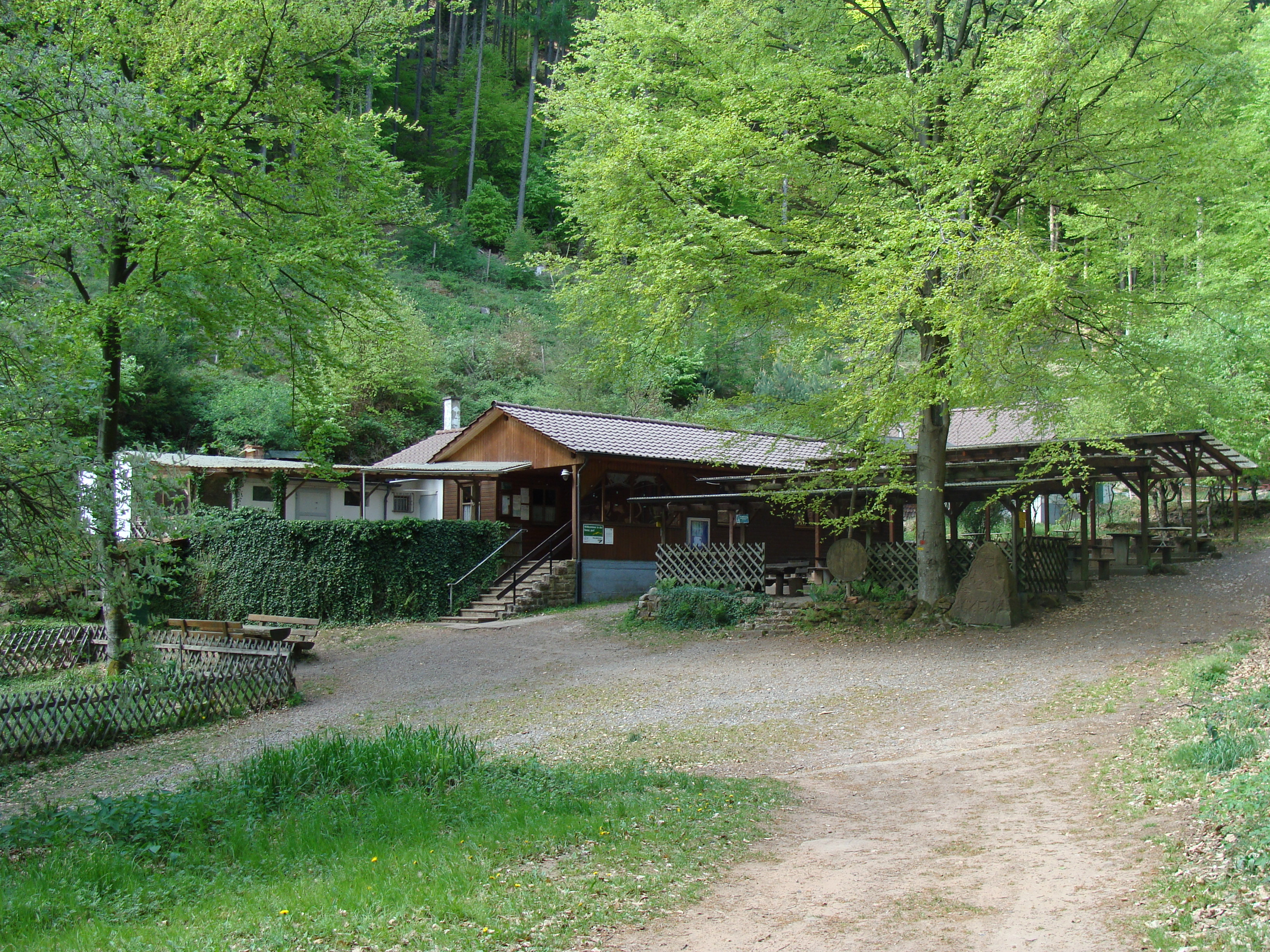
Siebeldinger Hütte

Durch Siebeldingen verläuft außerdem die Deutsche Weinstraße. Die Radroute gleichen Namens sowie der Pfälzer Mandelpfad und der Queichtalradweg durchqueren ebenfalls die Gemeinde. Zudem ist das Siedlungsgebiet ist südlicher Ausgangspunkt eines Wanderwegs, der mit einem roten Balken gekennzeichnet ist und der mit Neuleiningen verbindet.
In der Exklave Siebeldinger Wald befindet sich die vom Pfälzerwald-Verein betriebene Siebeldinger Hütte. Durch den Westen der Waldexklave führt der mit einem blauen Balken markierte Fernwanderweg Staudernheim–Soultz-sous-Forêts und durch den Süden der mit einem rot-weißen Balken gekennzeichnete Höcherbergweg, der in Niederwürzbach beginnt und der mit einem rot-weißen Balken markiert ist; sein östlicher Endpunkt liegt in Böchingen. Etwas weiter östlich im Bereich der Hütte verlaufen ein Wanderweg, der mit einem roten Punkt markiert ist und ein mit einem gelben Balken versehener Wanderweg, der eine Verbindung mit Contwig sowie Germersheim schafft.

## Persönlichkeiten

### Ehrenbürger
- Reinhold Kültzer (1931–2018) wurde 2010 für seine vielfältigen ehrenamtlichen Aktivitäten in der Kommunalpolitik, der katholischen Kirche und den Vereinen geehrt. Seit 1974 im Gemeinderat, war er von 1984 bis 1990 Ortsbürgermeister.[17][18]

### Söhne und Töchter der Gemeinde
- Jakob Keßler (1872–1939), Reichsanwalt, Reichsgerichtsrat und Kirchenpräsident der Evangelischen Kirche der Pfalz (Protestantische Landeskirche)
- Jakob Feitig (1883–1954), Politiker (SV, FDP)
- Karl A. Wolf (1904–1976), Physiker
- Heinrich Keßler (1906–1994), Vorsitzender Richter am Bundesgerichtshof
- Michael Brater (* 1944), Pädagoge und Fachautor
- Albert Ziegler (* 1961), Generalsekretär der Internationalen Begabungsforschervereinigung IRATDE

### Persönlichkeiten, die vor Ort gewirkt haben
- Kris Menace (* 1980), Internationaler Musikproduzent und Discjockey